# Cantone di Vincennes
Il Cantone di Vincennes è una divisione amministrativa dell'Arrondissement di Nogent-sur-Marne.
È stato istituito a seguito della riforma dei cantoni del 2014, che è entrata in vigore con le elezioni dipartimentali del 2015.

## Composizione
Comprende parte del comune di Vincennes e il comune di Saint-Mandé.